# Eugen von Tarnóczy
Eugen August von Tarnóczy  (* 17. April 1886 in München; † 19. Februar 1978 in Traunstein) war ein deutscher Offizier, Pilot und Kunstmaler.
Leutnant Eugen von Tarnóczy gehörte 1910 zu den ersten vier deutschen Offizieren, die das Fliegen an der Provisorischen Militärfliegerschule Döberitz erlernten. Er schloss seine Ausbildung am 30. August 1910 ab und gehörte damit zu den „Alten Adlern“, also den Fliegern, die ihre Lizenz vor dem Ersten Weltkrieg erhielten. Anschließend wurde er zum Fluglehrer ernannt; zu seinen Schülern gehörte unter anderem der spätere Feldflieger Ernst Canter. Am 17. Oktober 1910 machte er in einem Albatros-Doppeldecker den ersten Militärüberlandflug von Berlin-Johannisthal nach Döberitz, erreichte 600 Meter Höhe und benötigte 26 Minuten für die Strecke von 40 Kilometern. Als erster Flieger erhielt er das Flugzeugführer-Erinnerungsabzeichen.
Schon in Döberitz widmete sich von Tarnóczy der Malerei: „Das Birkenwäldchen, um das man damals flog, habe ich, der ich schon früher künstlerisch tätig war, des öfteren zu allen Tageszeiten gemalt.“
1912 musste von Tarnóczy wegen einer schweren Erkrankung – nach eigener Aussage „infolge einer Dienstbeschädigung“ – die Fliegerei aufgeben. Er zog nach Traunstein und wirkte dort als Gebirgsmaler. 1937 malte er im Auftrag der Deutschen Lufthansa drei Gemälde, auf denen der Flug von Carl August von Gablenz über den Hindukusch, der sogenannte Pamirflug, dargestellt ist.

## Werke (Auswahl)
- „Aufziehendes Gewitter am Chiemsee“, Ölgemälde
- „Wintersonne in den Chiemgauer Alpen“, Ölgemälde
- „Flug der D-Anoy über das Pamirgebirge“, 1937 (drei Gemälde für die Deutsche Lufthansa Berlin, 1938)
- „Deutsche Alpenstraße“, Ölgemälde